# VZ Большой Медведицы
VZ Большой Медведицы (лат. VZ Ursae Majoris) — одиночная переменная звезда в созвездии Большой Медведицы на расстоянии (вычисленном из значения параллакса) приблизительно 24376 световых лет (около 7474 парсеков) от Солнца. Видимая звёздная величина звезды — от +15m до +13,7m.

## Характеристики
VZ Большой Медведицы — белая пульсирующая переменная звезда типа RR Лиры (RR) спектрального класса A.